# 광양백운고등학교
광양백운고등학교(光陽白雲高等學校)는 대한민국 전라남도 광양시 중동에 위치한 공립 고등학교이다.

## 학교 연혁
- 1995년 1월 23일 : 동광양고등학교 설립인가(15학급 남녀공학)
- 1995년 3월 1일 : 초대 이상옥 교장 취임
- 1995년 3월 15일 : 개교식
- 2003년 3월 1일 : 광양백운고등학교로 교명 변경
- 2004년 11월 15일 : 다목적 강당 백운관 완공
- 2008년 5월 12일 : 기숙사 개관
- 2009년 3월 20일 : 백운도서관 및 첨단실 개관
- 2023년 3월 1일 : 제11대 박진영 교장 취임
- 2024년 2월 7일 : 제27회 졸업식(177명, 총 6,938명)
- 2024년 3월 4일 : 신입생(제30회) 입학 7학급 201명

## 참고 자료
- 광양백운고등학교 - 한국교육학술정보원 학교알리미